# Zikmund Schul
Zikmund Schul (11. ledna 1916 – 2. června 1944) byl německý židovský skladatel.

## Život
Německý židovský skladatel Zikmund Schul se narodil 11. ledna 1916, v září 1928 se rodina přestěhovala do Kasselu. Otec se Zikmundem v říjnu 1933 opustili Německo a usadili se v Praze. Zikmund studoval u Paula Hindemitha na berlínské konzervatoři, v roce 1937 se vrátil do Prahy a pokračoval ve studiu skladby u Fidelia Finkeho a dirigování u George Szella na německé hudební akademii.
Zemřel 2. června 1944 v koncentračním táboře Terezíně na tuberkulózu.

## Worklist
| Date    | English Title                   | Remarks                                     |
| ------- | ------------------------------- | ------------------------------------------- |
| 1937    | Die Nischt – Gewesenen          | Píseň pro alt a klavír                      |
| 1941    | Mogen Ovos                      | Varhany a sbor                              |
| 1941    | Fuge in E                       | Klavír                                      |
| 1941–42 | 2 Chassidic Dances              | Housle a violoncello                        |
| 1942    | Zaddik                          | Smyčcový kvartet                            |
| 1942    | Cantata Judaïca Op. 13 (finale) | Tenor a sbor                                |
| 1942    | Ki Tavo al Ha'aretz             | Dětský sbor                                 |
| 1942    | Uv’tzeil K’nofecho              | Smyčcový kvartet                            |
| 1942    | V'l'Yerushalayim                | Recitace a smyčcový kvartet                 |
| 1943    | Schiksal                        | Píseň pro alt, flétnu, housle a violoncello |
| 1943    | Duo                             | Housle a viola                              |